# Péter Albert
Péter Albert (Mátisfalva, 1932. január 26. – Sepsiszentgyörgy, 2023. szeptember 23.) erdélyi magyar koreográfus, a néptánc hagyományok kutatója.

## Életpályája
Székelykeresztúron elvégezte a tanítóképzőt (1951), a Bolyai Tudományegyetemen orosz szakos diplomát szerzett (1955). Tanított Szamosújváron, Sepsiszentgyörgyön, ugyanott a tanügyi osztály felügyelője, a megyei művelődési bizottság titkára, majd a Székely Mikó Kollégium tanára és táncoktatója.

## Munkássága
Első írását a Megyei Tükör közölte Sepsiszentgyörgyön (1968). A halálra táncoltatott lány (1979), Májusfaállítás (1981) és Játék a hóban (1982) című táncjátékai a Művelődésben jelentek meg. A Székely Mikó Kollégium népi együttesével mintegy 500 előadáson lépett fel Erdély városaiban, Bukarestben, valamint Magyarországon és Csehszlovákiában is.
Mihálycsa Szilveszterrel közösen összeállított táncjáték-gyűjteményét Bokréta címmel 1975-ben adta ki a Kovászna megyei „Alkotások Háza”, Dancs Árpád és Aracsi Géza kottáival.
A népi hagyományok (népdal, néptánc, népi mesterségek) ápolásának iskolába való bevitelét és hagyományőrző táborok létesítését szorgalmazta.
A Kardalus János által szerkesztett Bögöz falu monográfiája című kötet egyik szerzője (2002).